# Viviana Baldo
Viviana Baldo (Guaymallén, 18 de marzo de 1971) es un escritora argentina.

## Biografía
Nacida en la ciudad de Guaymallén, en el este del Gran Mendoza. Es la  mayor de cinco hermanos. Realizó sus estudios primarios y medios en el Colegio E-30 San José Hermanas Dominicas. En 1989 ingresó al Profesorado de Letras en la Facultad de Filosofía y Letras de la Universidad Nacional de Cuyo, estudios que cursó hasta 1992.
En el año 1989 fue reconocida en el concurso Plaqueta Literaria de la UNC por su cuento “TEG. Tácticas y estrategias para la guerra”. 
En 1997 fue premiada en el concurso “Reciclando Letras” organizado por la SADE Mendoza.
Desde el año 2004 se desempeñó como profesora de Lengua y Literatura y preceptora en escuelas de Mendoza. Profesión que desempeña en la actualidad.
En noviembre de 2014 fue designada “Embajadora de la Palabra” por la Fundación César Egido Serrano de Madrid (España). Esta fundación tiene como objetivo promover el valor de la palabra como mediadora de paz entre los hombres y los pueblos. A raíz de ello, Viviana Baldo organizó una página en las redes sociales titulada “De mi alma a la tuya” donde postea escritos de su autoría, que motivan al diálogo y la concientización del uso de la palabra como puente entre las personas. Sus publicaciones se difundieron a nivel mundial y una de ellas fue compartida 1,6 millones de veces, utilizándose sus fragmentos para la confección de videos y postales virtuales.
A partir del éxito de su página, la empresa Ediciones Gráficas, de Río Cuarto, provincia de Córdoba publica su primer libro, De mi alma a la tuya. Esta obra contiene cuentos, poemas y relatos de temas variados pero vinculados entre sí por un motivo común: la interrelación entre las emociones y los sentimientos que se logran a través de la transmisión literaria. Su libro ha llegado a países como México, Brasil y Francia. Fue el primer libro publicado conjuntamente en formato papel y en modalidad braille, gracias a la colaboración del Centro de Copistas Santa Rosa de Lima y el Rotary Club Amanecer, de Maipú (provincia de Mendoza).
La revista virtual Vómito de Letras (de México) ha reconocido y publicado algunos ensayos de su autoría. Uno de ellos se titula «Empanadas sin sal», que hace referencia a la educación argentina.
Debido a la gran aceptación que ha tenido su libro, ha sido invitada a numerosas presentaciones en varias ciudades de Mendoza como así también en la Ciudad de Córdoba Capital.
En el mes de octubre de 2016 presentó su segundo libro de poemas "Guiso de lentejas". Participó de antologías nacionales e internacionales: "Goce", "Río de palabras", "Poetas contemporáneos", "50 grandes microrrelatos", "Cuenta cuentos de T-rror", entre otras.
Fue organizadora del 1°Encuentro Nacional por la Paz" realizado en el departamento de Maipú - Mendoza que reunió importantes escritores y público en general con un mensaje de Paz al mundo. Participó del Encuentro Internacional de Escritores Madre de Ciudades realizado en la provincia de Santiago del Estero- Argentina en julio de 2017. 
Presentó su libro de Narrativa "Rumores de acequias"en octubre de este mismo año en el marco de la Feria del libro de Mendoza. "Rumores de acequias" es un compendio de relatos costumbristas y cuentos cortos que evocan la geografía e historia de su Mendoza natal. Acompaña este contenido una propuesta didáctica orientada a la educación secundaria conforme a los lineamientos generales de la Ley Nacional de Educación (26206)y al DCP de la provincia de Mendoza.
En 2018,publicó un compendio de poemas "Tayel, volver a mirar", orientado a resaltar la presencia de la mujer en la historia de los pueblos, especialmente en Argentina. Este libro fue presentado por Huentota Ediciones en formato bolsillo para facilitar su difusión.
La Feria del Libro de Mendoza 2019, fue el escenario en el que la autora diera difusión a "Si te atreves a volar", novela corta que se difundió con mucho éxito en Argentina y México.
Recibió, ese mismo año, el reconocimiento "Mujer, Crisálida de la Cultura", de la Dirección de Cultura de Maipú Municipio. 
En la actualidad, Baldo promueve un proyecto sobre Comunicación Asertiva, orientado a la alfabetización emocional y Talleres de Expresión escrita en formato presencial y/o virtual